# Farmington (hrabstwo Strafford)
Farmington – jednostka osadnicza w Stanach Zjednoczonych, w stanie New Hampshire, w hrabstwie Strafford.